# 現生正定聚
現生正定聚（げんしょうしょうじょうじゅ）とは、現生不退（げんしょうふたい）とも言い、阿弥陀如来より回向された信心を受容すれば、浄土に往生することが定まった身となり、”悟り（覚り）を開いて仏に成ることが定まった者”（梵: samyaktva-niyata-rāśi, 正定聚）に、この世で成ることをいう。
浄土真宗の教義の根幹を指す用語であり、親鸞の信仰思想の特徴をあらわす語の一つである。浄土教においては一般に極楽世界に生まれた後に正定聚になるとされるのに対して、親鸞においては穢土であるこの世で正定聚になるとする点に特徴がある。

## 概要
本項については、阿弥陀如来およびそのはたらきである本願力を実体的に捉える場合と、真実の象徴として捉える場合があり、「浄土往生」・「悟り」（「覚り」）・「仏に成る」などの解釈について、浄土真宗の宗派によって異なるので注意を要する。
親鸞は「浄土三部経」や七高僧の論釈章疏により、信心は阿弥陀如来の本願力により賜わるものであり、その信心を受容することで、浄土に往生することが定まった身となり、現在・現時点で悟り（覚り）を開き仏と成ることが定まる（仏の覚りと等しい位に定まる）とする。
そのため、信心を賜わったのちの「南無阿弥陀仏」と口で称える念仏、つまり称名念仏は、すでに浄土へ行くことが定まっていることへの報恩謝徳の念仏であるとする。念仏の功徳により浄土へ往生しようとする方法・手段（行）ではない。
また「身」という語については、龍樹『十住毘婆沙論』「易行品 十方十仏章」にある「もし人疾く不退転地に至らんと欲わば、恭敬心をもって執持して名号を称すべし。もし菩薩この身において阿惟越致地に至ることを得、阿耨多羅三藐三菩提を成らんと欲わば、当にこの十方諸仏を念ずべし。」という文をよりどころとしていて、「正定聚をこの身おいて得る」ということである。
親鸞は著書において、根本経典である『無量寿経#仏説無量寿経|佛説無量寿経』と、その釈である曇鸞の『浄土論註』の「入正定聚」、善導の『往生礼讃偈』の「前念命終後念即生」などを引用して展開している。主だった物として、『教行信証』・『浄土三経往生文類』・『愚禿鈔』などがある。
『教行信証』の「信巻」では、
かならず現生に十種の益を獲。なにものか十とする。一つには冥衆護持の益、二つには至徳具足の益、三つには転悪成善の益、四つには諸仏護念の益、五つには諸仏称讃の益、六つには心光常護の益、七つには心多歓喜の益、八つには知恩報徳の益、九つには常行大悲の益、十には正定聚に入る益なり。
と、正定聚に入る益を述べている。
『浄土三経往生文類』では、
必至滅度・証大涅槃の願成就の文、『大経』に言わく、「其、有衆生生彼国者、皆悉住於正定之聚。所以者何、彼仏国中無諸邪聚及不定聚」文
また『如来会』に言わく、「彼国衆生、若当生者、皆悉究竟無上菩提、到涅槃処。何以故、若邪定聚及不定聚、不能了知建立彼因故」已上抄要
この真実の称名と真実の信楽をえたる人は、すなわち正定聚のくらゐに住せしめむと、ちかひたまへるなり。この正定聚に住するを、等正覚をなるとものたまえるなり。
と如来より回向されている信心により、仏になることが定まる身であると述べている。
『愚禿鈔』では、
本願を信受するは前念命終なり。すなわち正定聚の数に入る。即得往生は後念即生なり。即時に必定に入る。また必定の菩薩と名くるなり
と述べている。 
『末燈鈔』第一通では、
来迎は諸行往生にあり。自力の行者なるがゆえに。臨終ということは、諸行往生のひとにいうべし。いまだ、真実の信心をえざるがゆえなり。また、十悪五逆の罪人の、はじめて善知識におうて、すすめらるるときにいうことばなり。真実信心の行人は、摂取不捨のゆえに、正定聚のくらいに住す。このゆえに、臨終まつことなし、来迎たのむことなし。信心のさだまるとき、往生またさだまるなり。来迎の儀式をまたず
と述べている。これは他力の信心を得た者は既に往生が決まっているのであるから、来迎のような奇瑞を期待するのは無意味であるというものであって、来迎の存在そのものを否定したものではない。実際に『浄土高僧和讃』では師である源空（法然）の来迎の様を記している。。 
蓮如は、『御文』一帖目第四通「自問自答」において、曇鸞の『浄土論註』「住正定聚」・「即得往生住不退転」や、覚如『改邪鈔』などの「平生業成」の語を引用し、親鸞の教えを述べている。
また『御文』では、「一念発起 入正定之聚」など、「正定之聚」・「正定聚」の語を多用し教化している。